# Amazona leucocephala
Amazona leucocephala (Linnaeus, 1758), detta anche Cotorra dalla popolazione cubana e conosciuta comunemente come Amazzone di Cuba o Amazzone cubana, è un pappagallo endemico dei Caraibi.

## Tassonomia
Si conoscono 5 sottospecie:
- Amazona leucocephala leucocephala

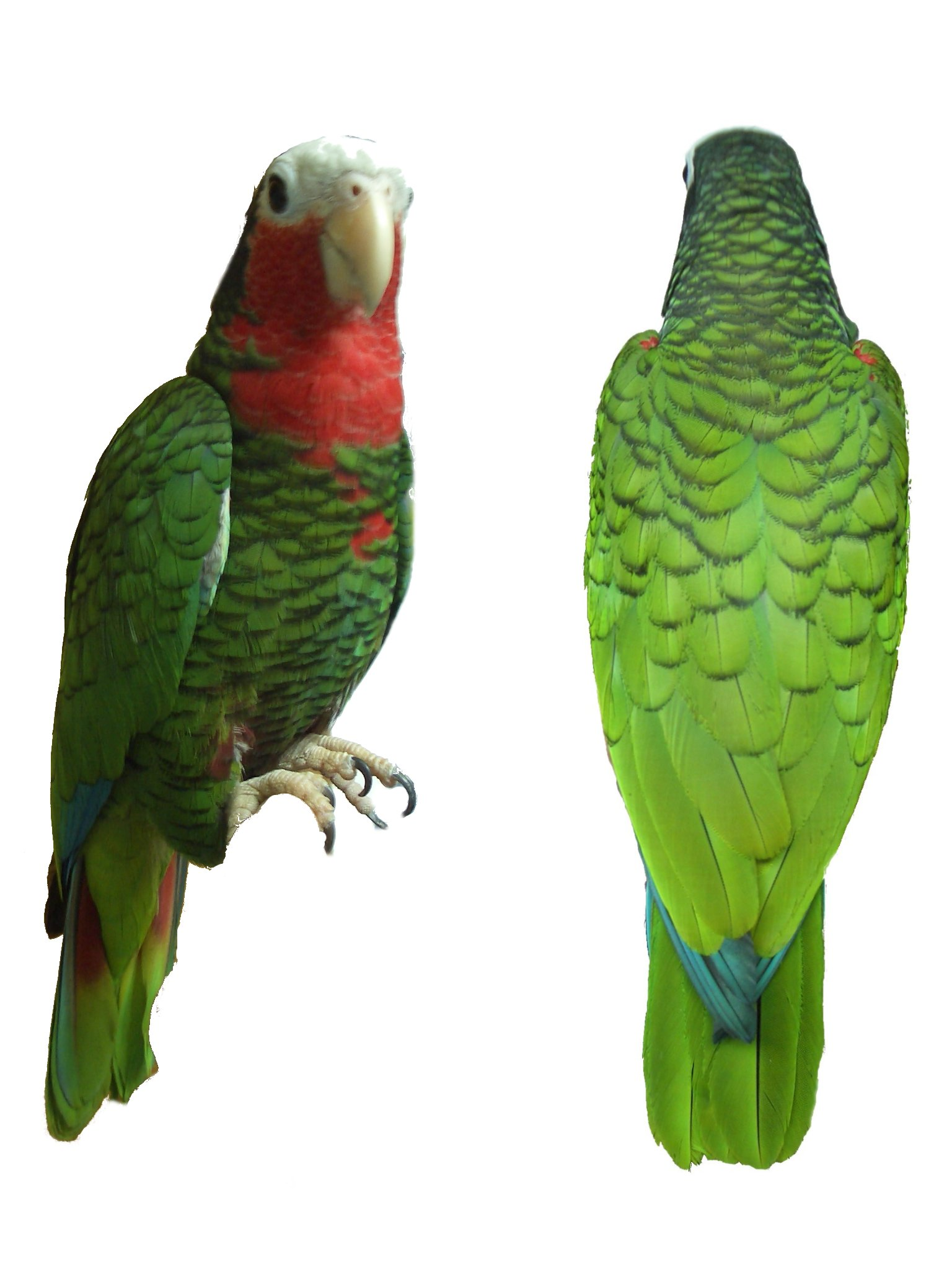

- Amazona leucocephala palmarum
- Amazona leucocephala bahamensis
- Amazona leucocephala caymanensis
- Amazona leucocephala hesterna

Amazona leucocephala leucocephala ed Amazona leucocephala palmarum sono da taluni autori considerate come la medesima sottospecie.

## Distribuzione e habitat
Geograficamente si possono individuare 3 gruppi distribuiti in differenti aree del Mar dei Caraibi.
- Primo gruppo: situato nell'isola di Cuba e nella Isla de la Juventud; comprende le sottospecie Amazona leucocephala leucocephala e Amazona leucoephala palmarum.
- Secondo gruppo: situato nelle Isole Cayman; comprende la Amazona leucocephala caymanensis e la Amazona leucochepala hesterna.
- Terzo gruppo: situato nelle Isole Bahamas; è rappresentato dalla Amazona leucocephala bahamensis.

Si classificano come:
- Amazona leucocephala leucocephala: zona centrale dell'Isola di Cuba come ad esempio nelle montagne di Guamuhaya e regioni dell'est di Cuba.
- Amazona leucocephala palmarum: ovest dell'Isola di Cuba ed Isola della Gioventù.
- Amazona leucocephala hesterna: Isole Little Cayman e Cayman Brac.
- Amazona leucocephala bahamensis: Isole Bahamas, Inagua ed Abaco; in passato la si trovava anche nelle Isole di Abaco, Acklin, Long Crooked e Fortune.

L'Amazona leucocephala vive nella boscaglia piuttosto che nella savana, il più lontano 
possibile da insediamenti umani (ma ci sono eccezioni). Ama circondarsi di pini e palme.

## Riproduzione
La cotorra, raggiunta la maturità sessuale e sceltasi un partner, fa una sola covata l'anno e si accoppia con un unico partner con il quale nidifica all'interno di cavità dagli alberi. La disponibilità di nidi è considerata un fattore limitante per la popolazione di cotorre. Esse infatti non costruiscono le cavità degli alberi ove nidificano ma, le riutilizzano di anno in anno adattandole (soprattutto scavando in profondità). Qualora queste palme (per lo più secche) vengano a mancare, le amazzoni troveranno difficoltà nella riproduzione. I nidi possono essere distrutti a causa di abbattimenti da parte dei “ladri di cotorre”, dai cicloni, dagli incendi oppure possono essere occupati da altre specie che nidificano in maniera similare come per esempio il picchio verde di Cuba (Xiphidiopicus percussus) o il cernicalo. Queste specie possono ingaggiare occasionalmente dei veri e propri combattimenti con le cotorre. l periodo riproduttivo comincia la seconda metà di marzo e termina durante la seconda metà di giugno. Nella prima metà di marzo è solo possibile osservare uova all'interno dei nidi; oppure nidi in via di costruzione. Vengono deposte da 2 a 4 uova che saranno poi covate per circa 25 giorni. I pulcini, che cominceranno a vedersi in maggio resteranno nel nido per circa 9 settimane per poi uscirne ma, la vera indipendenza la otterranno dopo ulteriori 67 settimane. Nel periodo di giugno difficilmente troveremo ancora delle uova fertili all'interno del nido. I periodi riproduttivi variano in funzione della siccità, del passaggio di uragani, disponibilità di cibo ecc. All'interno della coppia raramente il maschio si occupa dell'incubazione delle uova, la femmina risiede all'interno del nido quasi sempre. Il maschio nel frattempo procura cibo per lei e per gli eventuali piccoli nati da poco (si calcola nel raggio di circa 80 metri dal nido) Il pattern comportamentale cambia repentinamente quando tutte le uova si sono schiuse: le femmine inizieranno ad uscire sempre più spesso dal nido collaborando alla ricerca di cibo con il compagno.

### Alimentazione
La cotorra è un animale granivoro e frugivoro, raramente si ciba anche di gambi di fiore. Nel territorio occupato dalla foresta più fitta può avere accesso alle seguenti piante: la guara (Cupania cubensis), yamagua (Guarea trichilioides), malagueta (Xylopia aromatica), macurije (Matayba oppositifolia), mango (Mangifera indica), e yagruma (Cecropia peltata). Dove invece nell'ecosistema in cui prevalgono la savana e i pini la cotorra si ciba dello stesso pino maschio (Pinus caribaea), di Byrosonima wrightiana, di palma panciona (Colpothrinax wrightii), Miconia androsaemifolia e Lyonia vaccinioides.

## Stato di conservazione
In base ai criteri della IUCN red list Amazona leucocephala è considerata una specie a basso rischio (near treatened). La specie è inclusa nella convenzione di Washington all'appendice A, ossia all'interno di quel gruppo di specie il cui commercio è proibito o fortemente ostacolato. Questo impedisce (o rende molto pericolosa, difficoltosa e costosa) l'esportazione all'estero di tali animali in numeri considerevoli e, pertanto il traffico di cotorre come specie d'affezione è da considerarsi un problema interno a Cuba.